# Playa de Portiño
La playa de Portiño es una de las playas que pertenecen a la ciudad de Vigo, está situada en la parroquia de Sayanes.

## Características
Se trata de una cala bordeada de viviendas unifamiliares que llegan hasta el mismo borde del mar con acceso directo a la arena. Tiene orientación norte y una extensión de 100 metros con una anchura media de 14 metros. Su lecho arenoso se deposita al fondo de una concha delimitada por la punta Portiño y en las proximidades de la arena existe un pequeño islote a los que los más pequeños acceden con facilidad.

## Servicios
Cuenta con rampas de acceso y duchas.

## Accesos
Acceso rodado fácil a partir del núcleo de Portiño (PO-325), tomando el camino señalizado de la playa a través de la urbanización. Cuenta con un pequeño aparcamiento.

## Otros
Playa utilizada por los residentes de las proximidades.